# Вища школа комерційних студій у Монреалі
Вища школа комерційних студій у Монреалі (фр. École des Hautes Études commerciales de Montréal, скорочено фр. HÉC de Montréal) - вищий навчальний заклад з бізнесу та фінансів у місті Монреаль (Квебек, Канада). Складова частина Монреальського університету.
Заснована у 1907 р.
Загальна характеристика на 2009 р. : 10 факультетів, 250 професорів, 12 тис. студентів, 33 спеціальності, докторантура.